# On, ona, oni
On, ona, oni – polski film obyczajowy z 1981 roku. Trzy nowele pokazujące kryzys małżeński z perspektywy trzech osób.

## Obsada aktorska
- Agnieszka Mandat-Grąbka − Magda Kieniewicz
- Piotr Garlicki − Marek Kieniewicz
- Maciej Góraj − Roman
- Ewa Szykulska − Danka, przyjaciółka Magdy
- Teresa Sawicka − Marta Herman
- Zbigniew Lesień − Herman, były mąż Magdy
- Michał Tarkowski − Andrzej
- Tadeusz Galia − członek dyrekcji
- Edwin Petrykat − członek dyrekcji
- Krystyna Janda − pani psycholog